# Schäferreder
Schäferreder – mała miejscowość (lieu-dit) we wschodnim Luksemburgu, w kantonie Grevenmacher, w gminie Mertert. Do 3 października 2015 miejscowość leżała w dystrykcie Grevenmacher.